# Liste des abbés de Moissac
Cette liste présente les abbés qui se sont succédé à la tête de l'abbaye Saint-Pierre de Moissac.

## Liste des abbés

### Abbés réguliers
- Saint Amand (506-5??)
- Saint Ansbert (???-???)
- Saint Lieutaud (???-???)
- Saint Paterne (???-???)
- Saint Amarand (???-???)
- Ermerin (???-???)
- Andrauld I (???-???)
- Witard (???-???)
- Didon I (???-???)
- Symphronien (???-???)
- Didyme (???-???)
- Galfin (???-???)
- Didon II (???-???)
- Frotaire (???-???)
- Landry (???-???)
- Andralius (???-???)
- Aspaïs (???-???)
- Germias (???-???)
- Amald (???-???)
- Hugues I (???-???)
- Raymond I (???-???)
- Pierre I (???-???)
- Durand I (???-868)
- Andrauld II (868-???)
- Bernard (???-???)
- Hugues II (???-???)
- Gausbert de Castelnau (???-1003)
- Hugues III (1003-1020)
- Erlose (1020-10??)
- Raymond II (10??-10??)
- Étienne I (10??-1072)
- Durand II de Bredon (1048-1072)
- Hunauld de Béarn (1072-1085)
- Ansquitil (1085-1108)
- Jean-Roger[2], bienheureux Roger (1108-1131)
- Guitard (1131-1135)
- Guillaume I (1135-1140)
- Giraud (1140-1155)
- Philippe de Rochefort (1155-1164)
- Robert d’Auberoche (1164-1165)
- Bertrand I (1165-1199)
- Raymond III de Proët (1199-1214)
- Auger I (1214-1215)
- Raymond IV de Roffiac (1215-1225)
- Wautier (1225-1229)
- Raymond V de Montpezat (1229-1245)
- Guillaume III de Bessens (1246-1260)
- Bertrand II de Montaigu (1260-1295)
- Guillaume IV de Durfort de Duras (1295-1306)
- Auger II de Durfort de Duras (1306-1335)
- Rathaire de Vénasque (1335-1361)
- Frédol de Lautrec (1361-1369)
- Bertrand III de Robert (1369-1370)
- Aymeric I de Peyrac (1371-1407)
- Raymond VI de Vérac (1407-1419)
- Guy de Vérac (1419-1431)
- Aymeric II de Roquemaurel (1431-1449)
- Pierre II de Carmaing (1449-1490)

### Abbés commendataires
- Antoine I de Carmaing (1490-1500)
- Antoine II de Narbonne de Talairan (1500-1516)
- Jean Ier de Narbonne de Talairan (1516-1543)
- Jean II de Lettes (1543-1560)
- cardinal Louis de Lorraine-Guise (1560-1578)
- cardinal Charles de Lorraine (1578-1597)
- François I de Parisot de La Valette de Cornusson (1597-1610)
- François II de Parisot de La Valette de Cornusson (1610-1644)

Sécularisation de l'abbaye en 1618. Les moines bénédictins sont remplacés par des chanoines augustins.
- cardinal Jules Mazarin (1644-1661)
- cardinal Renaud d’Este-Ferrare (1661-1672)
- Jean-François d’Estrades (1672-1715)
- Jean-Louis de Gontaut, duc de Biron (1716-1775)
- Etienne II Charles de Loménie de Brienne (1775-1788)
- Vacance (1788-1790)